# Козловский, Евгений Антонович
Евге́ний Антонович Козло́вский (6 сентября 1946, Владивосток — 15 мая 2023, Москва) — российский писатель, драматург, журналист, режиссёр театра и телевидения.
Козловский начал карьеру театрального режиссёра и драматурга в 1970-х годах. После 1985 года по сценарию Козловского было снято десять кинофильмов.
В начале 1990-х выпустил несколько художественных книг, после чего писал самоучители о компьютерах. С середины 1990-х известен как IT-журналист: в 1998—2004 годах занимал пост главного редактора журнала «Компьютерра», а в 2004—2008 годах являлся заместителем главреда журнала «Домашний компьютер».

## Биография

### Ранние годы
Родился 6 сентября 1946 года во Владивостоке. Отец — Антоний Козловский — военный врач, поляк по национальности. В конце 1930-х годов был арестован и обвинён в связях с польской и японской разведкой. 8 лет находился в лагерях, в Великой Отечественной войне по этой причине участия не принимал. В лагере познакомился с будущей матерью Е. Козловского, которая там работала бухгалтером. Там же в лагере, рядом с Владивостоком 6 сентября 1946 года и родился Евгений. Хотя по отцу отчество у него должно было быть Антониевич, но в свидетельстве о рождении и в паспорте было записано как Антонович. После окончания срока ссылки семья переехала в Омск. Отца в Омске вновь арестовали и отправили в пожизненную ссылку в Красноярский край. Раннее детство Евгения Козловского прошло в селе Пировское Красноярского края.
В 1967 году Евгений Козловский окончил Омский политехнический институт, после чего около двух лет проработал инженером-электроником.

### Карьера режиссёра и кинематографиста
В 1969—1970 годах Евгений Козловский руководил драматическим коллективом ДК Сибзавода (г. Омск). В 1970 году поступил на режиссёрский факультет Ленинградского института театра, музыки и кинематографии (ныне Санкт-Петербургская государственная академия театрального искусства), в мастерскую профессора Г. Товстоногова. В 1971 году поступил на режиссёрский факультет Школы-студии МХАТ (мастерская О. Ефремова), который окончил в 1976 году. После этого он поставил около десяти спектаклей в провинциальных театрах, снял фильм-спектакль и один из выпусков «Кабачка 13 стульев» на Центральном телевидении.
После 1985 года по произведениям писателя стали сниматься фильмы. Наиболее плодотворно сотрудничал с режиссёрами Михаилом Швейцером, Виктором Сергеевым, Валерием Ахадовым и Сайдо Курбановым. В январе 1990 года, на премьере фильма «Руфь» в Доме кино, был принят в Союз кинематографистов СССР.

### Литературная карьера, диссидентство
В 1974 году Евгений Козловский начал писать прозу, затем пьесы и киносценарии. В 1970-х годах он печатался в самиздатской периодике и альманахе «Каталог».
Главная тема — творческая интеллигенция в период «застоя».
В 1982 году, после выхода в журнале «Континент» повести «Диссидент и чиновница», был арестован КГБ по статье «Заведомо ложные измышления, порочащие советский общественный и государственный строй» и провёл семь с небольшим месяцев в Лефортовской тюрьме. Актрису Елизавету Никищихину, которая в то время была женой Козловского, несколько раз вызывали на допросы на Лубянку.
В 1992—1994 годах вышло несколько книг Евгения Козловского.

### Работа в компьютерной прессе

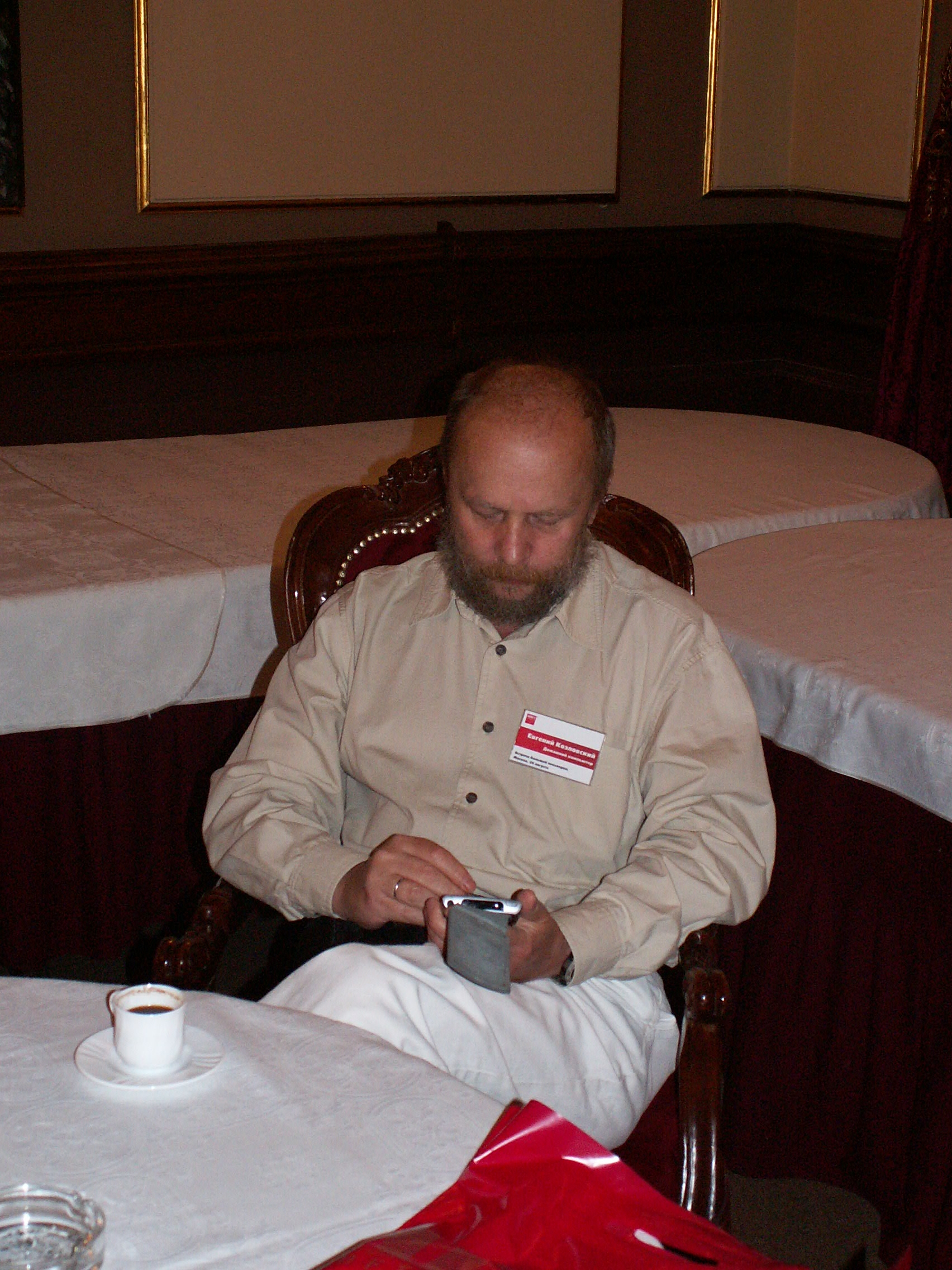
Евгений Козловский в 2005 году

В начале 1990-х годов большую популярность получила книга Евгения Козловского «Norton Commander 4.0», после чего писателю стали поступать предложения на написание книг о компьютерах. Козловским было написано более десятка «компьютерных» книг. Тогда же началось его активное сотрудничество с российскими компьютерными журналами — «Компьютерра», «Домашний компьютер», «Хард & Софт», «Мир ПК», «Коннект», «Планета Интернет». В 1998—2004 годах Евгений Козловский занимал пост главного редактора журнала «Компьютерра», а в 2004—2008 годах являлся заместителем главного редактора журнала «Домашний компьютер».
Евгений Козловский вёл следующие рубрики в бумажных и онлайновых изданиях:
- журнал «Компьютерра» — авторская рубрика «Огород Козловского» (с 1997 по 2009 год, еженедельно);
- журнал Digital Camera — авторская колонка «Объяснительная записка» (о секретах фотомастерства на собственных примерах, ежемесячно);
- «Бизнес-журнал» — авторская колонка «Другая жизнь» (дважды в месяц);
- сайт iToday.ru — еженедельный блог;
- сайт Nomobile.ru — авторская колонка о личных хайтековских предпочтениях Е. К. (примерно с ежемесячной регулярностью);
- сайт Trendclub.ru — участник и активный писатель клуба;
- сайт РИА «Новости»
- сайт «АиФ Про Технику»
- также новые выпуски «Огородов» публиковались на авторском сайте Сергея Вильянова Vilianov.com

Кроме того, свои статьи о компьютерах Евгений Козловский время от времени публиковал в рубрике «Digital» журнала «Вокруг света».

### Смерть
В последние годы Козловский испытывал проблемы со здоровьем. 11 мая 2023 года пострадал при пожаре у себя дома, возникшем из-за возгорания кондиционера. Получил отравление угарным газом. Был доставлен в НИИ имени Склифосовского, где умер 15 мая 2023 года на 77-м году жизни.

## Литературная деятельность

### Повести
- Москвабургские повести
  - 1980 — Диссидент и чиновница (повествование об истинном происшествии)
  - 1980 — Маленький белый голубь мира (история с невероятной развязкой)
  - 1980—1981 — Красная площадь (повесть с двумя убийствами)
  - 1982—1983 — Водовозовъ и сынъ (повесть отъезда)
  - 1983 — Шанель (повесть о конце прекрасной эпохи, рассказанная от лица фотографа)
  - 1984 — Голос Америки (научно-фантастический эпилог)

### Пьесы
- Душный театр. Книга из шести пьес
  - Вера. Надежда. Любовь (пьеса в трёх пьесах)
    - 1981 — Видео (комическая драма в одном действии)
    - 1984 — Бокс (фольклорная мелодрама в одном действии)
    - 1987 — Пуля (фарс в одном действии)

  - Могущество России (драматическая трилогия)
    - 1987 — Руфь (комедия из былых времён)
    - 1986 — Место рождения, или Переход по «зебре» (трагедия без катарсиса)
    - 1987 — Много костей, или Ветер П. (детективная драма в двух действиях)

### Роман
- 1974—1979, 1986 — Мы встретились в Раю…

### Киносценарии
- 1988 — Квартира (сентиментальная история, случившаяся на окраине Империи накануне её распада)
- 1990 — Как живёте?.. (кровосмесительная история)
- 1990 — Гувернантка (история про двух проституток)
- 1990—1991 — Я обещала, и я уйду… (история любви и смерти)
- 1991—1992 — Четыре листа фанеры (история одного частного расследования)
- 1992 — Грех (история страсти)
- 1994 — Я боюсь утечки газа (мелодрама с песнями)
- 2002 — Паранойя (сценарий игрового фильма в двух частях)

### Стихи
- 1985 Оле в альбом (четвёртая книга стихов)

### Художественные книги
- 1992 — Мы встретились в Раю… (роман). — Москва, «Советский писатель». — 526 с. ISBN 5-265-01748-8
- 1992 — Шанель (повесть). — Москва, «ЗнаК». — 96 с. ISBN 5-8350-0012-X
- 1993 — Грех (Книга Китч: Преступления. Кровосмешение. Страсть. Любовь. Смерть. Смех). — Москва, «ABF», 333 с. ISBN 5-87484-002-8
- 1993 — Москвабургские повести. — Москва, «ABF», 496 с. ISBN 5-88350-0044-8
- 1994 — Душный театр (книга пьес). — Москва, «ABF», 446 с. — Режиссёрские заметки А. Житинкина. ISBN 5-87484-009-5.

### Книги о компьютерах
- 1993 — Norton Commander 4.0 (руководство к действию для крутых, всмятку и почти сырых юзеров). 1-е издание. — Москва, «ABF». — 143 с. ISBN 5-87484-001-X
- 1994 — Серия «Компьютер для носорога». Как нам купить и обустроить компьютер. 1-е издание. — Москва, «ABF». — 112 с. ISBN 5-87484-004-4
- 1994 — Серия «Компьютер для носорога». Norton Utilities 7.0. Часть I: Общие сведения и Одиннадцать Самых Необходимых Полезняшек. — Москва, «ABF». — 384 с. ISBN 5-87484-003-6
- 1994 — Серия «Компьютер для носорога». Norton Utilities 7.0. Часть II: Оставшаяся Двадцать Одна Полезняшка. — Москва, «ABF». — 476 с. ISBN 5-87484-007-9
- 1994 — Серия «Компьютер для носорога». Norton Utilities 7.0 — 8.0. Часть III. NDOS. — Москва, «ABF». — 472 с. ISBN 5-87484-013-3
- 1995 — Windows 95, или Прогулка без провожатых по ночному Чикаго. — Москва, «ABF». — 304 с. ISBN 5-87484-021-4
- 1995 — Norton Commander 4.0 (руководство к действию для крутых, всмятку и почти сырых юзеров). 2-е издание. — Москва, «ABF». — 144 с. ISBN 5-87484-022-2
- 1996 — Как нам купить и обустроить компьютер. 2-е издание, переработанное и дополненное. — Москва, «ABF». — 245 с. ISBN 5-87484-029-X
- 1996 — Диск-Доктор и другие для Windows 95 и Windows 3.1x — Москва, «ABF». — 287 с. ISBN 5-87484-051-6
- 1997 — Как нам купить и обустроить компьютер. 3-е издание, переработанное в корне и обильно дополненное. — Москва, «ABF». — 311 с. ISBN 5-87484-061-3
- 1998 — Путевые заметки из страны Интернет

## Кинематографическая деятельность

### Фильмы (сценарист)
- 1989 — Руфь (реж. В. Ахадов)
- 1989 — Квартира (реж. С. Курбанов)
- 1991 — Стару-Ха-рмса (реж. В. Гемс)
- 1992 — Высшая мера (реж. Е. Леонов-Гладышев, В. Трахтенберг)
- 1992 — Как живёте, караси? (реж. М. Швейцер)
- 1992 — Четыре листа фанеры (реж. С. Курбанов)
- 1992 — Я обещала, я уйду… (реж. В. Ахадов)
- 1993 — Грехъ. История страсти (реж. В. Сергеев)
- 1993 — Послушай, Феллини! (реж. М. Швейцер)
- 1997 — Шизофрения (реж. В. Сергеев)

### Фильмы (актёр)
- 1988 — Взгляд (реж. В. Ахадов, С. Курбанов)
- 1992 — Как живёте, караси? (реж. М. Швейцер)

## Театральная деятельность

### Спектакли (режиссёр)
- «Медленно, задумчиво, плавно…» А. Приставкина — в Рязанском ТЮЗе (на выходе был запрещён к показу)
- «Много костей, или Ветер П.» Е. Козловского — в Рязанском драматическом театре
- «Иванов» А. Чехова — в Минусинском драматическом театре и Драматическом театре Нижнего Тагила

## Фотохудожественная деятельность
- 2007 29 июня — 16 июля — персональная фотовыставка «Под обёрткой реальности» (Государственный центр фотографии, Санкт-Петербург)[5]

## Личная жизнь
В интервью 2020 года назвал кинокритика Антона Долина своим сыном, с которым не поддерживает отношения. Также был женат на актрисе Елизавете Никищихиной. Всего был женат шесть раз.